# Eugène Borel

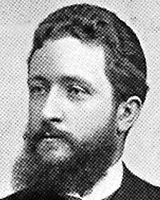
Eugène Borel

Eugène Borel (ur. 17 czerwca 1835, zm. 14 czerwca 1892) – szwajcarski polityk, członek Rady Związkowej od 12 grudnia 1875 do śmierci. Kierował departamentem poczt i kolei (1873–1875).
Był członkiem Radykalno-Demokratycznej Partii Szwajcarii.
Pełnił także funkcję przewodniczącego Rady Kantonów (1869).